# Pterobryon brasiliense
Pterobryon brasiliense là một loài rêu trong họ Pterobryaceae. Loài này được (Hornsch.) Mitt. mô tả khoa học đầu tiên năm 1869.